# Puerto de Santa Cruz (kommunhuvudort)
Puerto de Santa Cruz är en kommunhuvudort i Spanien.   Den ligger i provinsen Provincia de Cáceres och regionen Extremadura, i den centrala delen av landet, 220 km sydväst om huvudstaden Madrid. Puerto de Santa Cruz ligger 458 meter över havet och antalet invånare är 409.
Terrängen runt Puerto de Santa Cruz är varierad. Runt Puerto de Santa Cruz är det mycket glesbefolkat, med 7 invånare per kvadratkilometer. Närmaste större samhälle är Miajadas, 18,8 km söder om Puerto de Santa Cruz. Omgivningarna runt Puerto de Santa Cruz är huvudsakligen savann.